# Capixaba
Capixaba è un comune del Brasile nello Stato dell'Acre, parte della mesoregione di Vale do Acre e della microregione di Rio Branco.